# Hyperhypotaxe
L'hyperhypotaxe (substantif féminin), du grec hyper (« beaucoup ») et hypo (« en dessous ») et tattein (« placer l'un à côté de l'autre »), est une figure de style qui consiste en une insertion de propositions subordonnées en trop grand nombre. Elle est une hypotaxe exacerbée qui donne lieu à un effet esthétique qui coordonne des idées ou des arguments nombreux, parfois jusqu'à la confusion. Comme l'hypotaxe, l'hyperhypotaxe a pour antonyme la parataxe (simple juxtaposition de propositions formellement indépendantes et sans conjonction pour marquer le lien entre elles). 

## Exemples
- « Martial est fils de noble, puisque son père est quasi-baron, étant donné que sa mère était une fille Angenaux, qui étaient reconnus comme maîtres des terres, et que sa belle-mère avait des accointances avec les De Bellot, à qui appartient le château... »
- « Le jeune homme que je vois en train de causer devant la gare Saint-Lazare avec un camarade qui semble lui suggérer de faire ajouter un bouton à l'échancrure de son pardessus, et en qui je crois reconnaître le passager au long cou que je remarquai, il y a deux heures, dans l'autobus «S» parce que juste avant que ne se libère une place et qu'il ne s'y précipite, --- il avait attiré mon attention à cause du ton pleurnichard qu'il empruntait pour reprocher à son voisin de le bousculer chaque fois que quelqu'un descendait du véhicule, portait-il vraiment déjà à l'arrêt cet étonnant chapeau entouré d'une cordelette tressée? » (Raymond Queneau) : l'exemple montre une seule longue phrase coordonnant une chaîne de neuf subordonnées suivant une progression thématique[1].

## Définitions

### Définition linguistique
En rhétorique, l'hypotaxe désigne le style lié : style où les propositions sont harmonieusement coordonnées, ce qui produit un discours allant de soi ; par opposition au style coupé caractéristique de la parataxe dans lequel les propositions sont plus saccadées, les phrases sont plus courtes. L'hyperhypotaxe opère une transformation morpho-syntaxique, c'est pourquoi on la classe souvent parmi les figures de construction. La figure consiste à développer outre mesure sur proposition principale dite noyau suivant une progression thématique de subordonnées introduites par des conjonctions (parce que, car, de plus…)
La synchise est une hyperhypotaxe mal bâtie, par des parenthèses en trop grand nombre et obscurcissant le discours.

### Définition stylistique
L'hyperhypotaxe est une figure essentiellement moderne, très employée dans l'œuvre de Marcel Proust, par exemple  dans Sodome et Gomorrhe une phrase de 856 mots : "comme les juifs autour de Dreyfus, de la sympathie – parfois de la société – de leurs semblables, auxquels ils donnent le dégoût de voir ce qu’ils sont, dépeint dans un miroir, qui ne les flattant plus, accuse toutes les tares qu’ils n’avaient pas voulu remarquer chez eux-mêmes et qui leur fait comprendre que ce qu’ils appelaient leur amour"

## Historique de la notion
Le Gradus[réf. nécessaire] définit l’hyperhypotaxe comme une figure qui multiplie les degrés d’enchâssements de subordonnées. Selon André Thérive, « l’hyperhypotaxe est une période destinée, non plus à être prononcée, mais à être lue. Son développement épouse la diversité et la multiplicité des rapports perceptibles lors d’une lecture, alors que la période classique correspond au rythme du style soutenu oral ». Historiquement, l'hyperhypotaxe est rapprochée de la notion de période rhétorique.

### Figures proches
- Figure « mère » : hypotaxe
- Figures « filles » : synchise

- Paronymes : progression thématique
- Synonymes : coordination, juxtaposition